# Troisième district congressionnel de Virginie-Occidentale
Le 3e district congressionnel de Virginie-Occidentale est une ancienne circonscription électorale du Congrès des États-Unis situé dans le sud de la Virginie-Occidentale. À diverses époques, le district couvrait différentes parties de l'État, mais dans sa forme finale, il comprenait la deuxième plus grande ville de l'État, Huntington, ainsi que Bluefield, Princeton et Beckley.  
Le district a été supprimé en 2023 à la suite du recensement des États-Unis de 2020.

## Histoire
Le 3e district, tel que formé à l'origine en 1863, comprenait les comtés de Kanawha, Jackson, Mason, Putnam, Cabell, Clay, Wayne, Logan, Boone, Braxton, Nicholas, Roane et McDowell. C'était essentiellement le successeur du 12e district de Virginie.
En 1882, le district a été réformé pour inclure les comtés de Logan, Wyoming, McDowell, Mercer, Raleigh, Boone, Kanawha, Fayette, Clay, Nicholas, Greenbrier, Monroe, Summers, Webster, Pocahontas et Upshur. En 1902, Logan, Wyoming, McDowell, Raleigh, Boone et Mercer furent supprimés. En 1916, le district fut plus ou moins renuméroté comme le nouveau 6e district, et le 3e fut totalement reconstitué en comtés de Ritchie, Doddridge, Harrison, Calhoun, Gilmer, Lewis, Upshur, Braxton, Clay, Nicholas et Webster. En 1934, Fayette s'ajoute. En 1952, Wirt fut ajouté. En 1962, le district fut de nouveau totalement démantelé et reconstitué sous la forme de Boone, Clay, Kanawha, Nicholas et Raleigh. En 1972, Raleigh a été supprimé et Ritchie, Wirt, Gilmer, Calhoun, Mason, Jackson, Roane, Braxton, Putnam, Lincoln et Boone ont été ajoutés. En 1982, Lewis a été ajouté. Le district avait une longue histoire d'exploitation minière du charbon (en particulier dans les comtés du sud-ouest), de foresterie et d'agriculture.
La dernière configuration du district date du redécoupage de 1990. De 1992 à 2002, il était composé de Boone, Cabell, Fayette, Greenbrier, Lincoln, Logan, McDowell, Mercer, Mingo, Monroe, Pocahontas, Raleigh, Summers, Wayne, Webster et Wyoming. En 2002, Nicholas a été ajouté. Pour le cycle 2012, Mason a été ajouté. Tous les comtés de la dernière version du district font désormais partie du 1er district.
Le district était représenté pour la dernière fois par la républicaine Carol Miller. Cependant la Virginie-Occidentale a perdu un siège au Congrès lors du recensement de 2020, ce qui a entraîné le redécoupage des deux districts restants. Le 22 octobre 2021, le gouverneur Jim Justice a signé le texte établissant la nouvelle carte congressionnelle. L'ancien troisième district est devenu essentiellement le nouveau premier district. La représentante sortante Carol Miller a été élue en 2022 dans le nouveau premier district,.

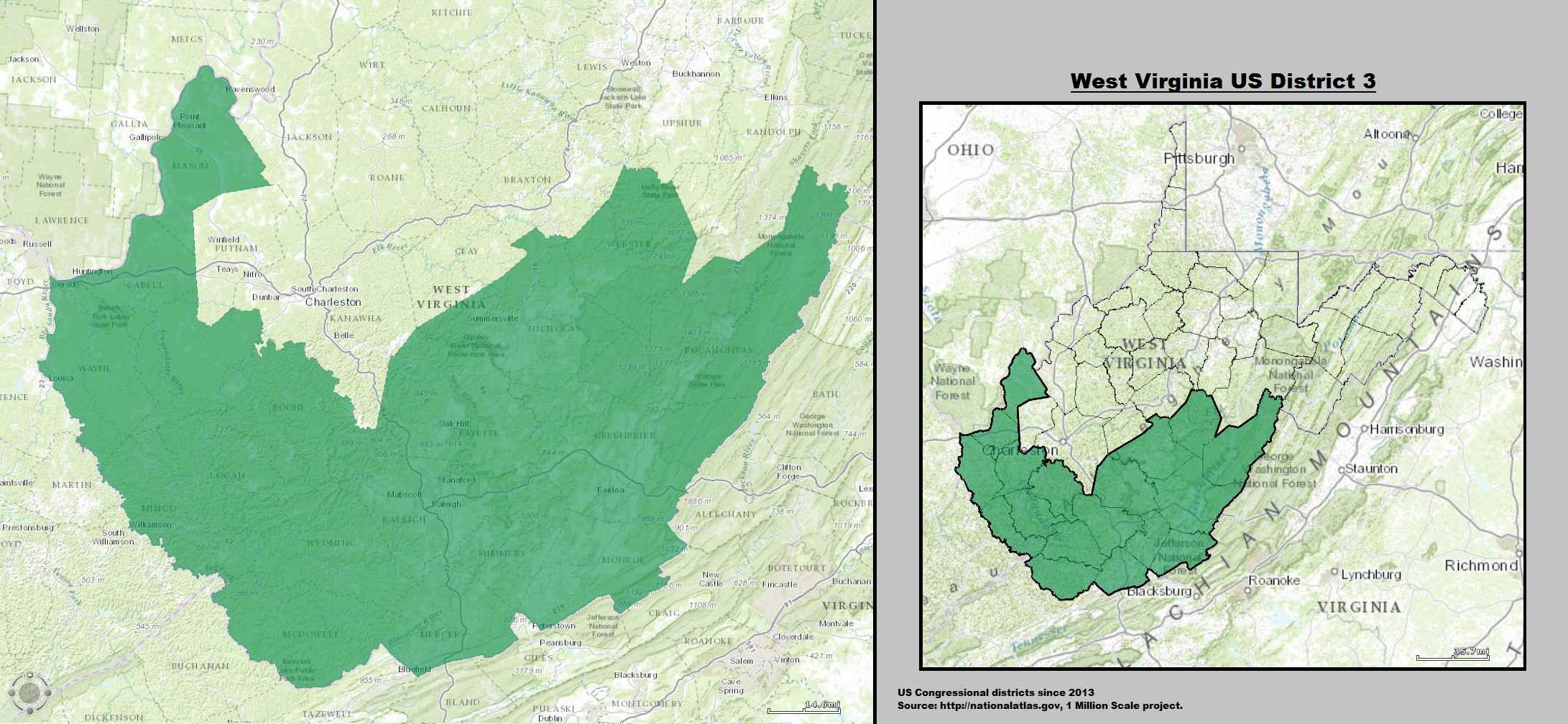
Le district dans sa forme finale, de 2013 à 2023

## Géographie
Le territoire du district a été étendu au fil des annnées, car il contenait la région de l'État qui a perdu le plus de population. La plupart des représentants répertoriés ci-dessous avant le cycle électoral de 1992 représentaient en fait d'autres parties de l'État, car la majeure partie de l'histoire récente du 3e district se trouvait dans les 4e, 5e et 6e districts, également disparus.
La dernière configuration du 3e district commence à prendre forme dans les années 1960. Pendant une grande partie de son histoire, le 4e district s'était concentré sur Huntington et les villes industrielles et les communautés agricoles au nord de cette ville le long de la rivière Ohio, tandis que les 5e et 6e districts se concentraient sur les champs de charbon démocrates alors en sécurité. Lors du redécoupage de 1970, le 5e (qui avait absorbé la majeure partie du 6e en raison de la perte de population 10 ans plus tôt) a été éliminé et la majeure partie de son territoire a été fusionnée avec le 4e pour former ce qui est aujourd'hui la moitié ouest du 3e. Lors du redécoupage de 1990, l'ancien 4e a été renuméroté 3e et a repris ce qui est aujourd'hui la moitié est de sa forme actuelle à partir d'une version précédente du 2e district.
Les principales zones de la dernière version du district comprenaient la ville industrielle et universitaire de Huntington, la partie charbonnière du sud-ouest de l'État et la région agricole et forestière plus conservatrice du sud-est de l'État. Les chiffres du recensement de 2010 ont de nouveau montré une perte importante de population et le Comté de Mason a été transféré du 2e au 3e district. Cela n’a pas modifié de manière significative le caractère du district.
Malgré la force des démocrates aux niveaux local et étatique, lors des élections présidentielles, le district a suivi la tendance républicaine croissante en Virginie-Occidentale. Alors que Bill Clinton a remporté haut la main la circonscription à deux reprises dans des courses à trois, Al Gore venait de remporter de peu la circonscription en 2000 avec 51 % des voix. George W. Bush a remporté la circonscription en 2004 avec 53 % des voix, et John McCain a remporté la circonscription en 2008 avec 55,76 % des voix, poursuivant ainsi le virage à droite de l'État malgré un large virage vers les démocrates à l'échelle nationale en 2008. En 2012, le district s'est encore une fois considérablement orienté vers les républicains, le Républicain Mitt Romney battant le Président Barack Obama de 65,0 % à 32,8 % dans le district. En 2016, le district s'est encore davantage orienté vers le Parti Républicain, le Républicain Donald Trump battant la Démocrate Hillary Clinton (épouse de Bill Clinton, qui a remporté le district avec des marges significatives lors des élections présidentielles de 1992 et 1996), par une marge massive de 72,5 %. à 23,3 %.

## Historique de vote
| Année | Poste     | Résultats              |
| ----- | --------- | ---------------------- |
| 1996  | Président | Clinton 58 - 32 %      |
| 2000  | Président | Gore 51 - 44 %         |
| 2000  | Sénat     | Byrd 80 - 18 %         |
| 2004  | Président | Bush 53 - 46 %         |
| 2008  | Président | McCain 56 - 42 %       |
| 2012  | Président | Romney 65 - 33 %       |
| 2012  | Sénat     | Manchin 65 - 32 %      |
| 2014  | Sénat     | Moore Capito 61 - 36 % |
| 2016  | Président | Trump 73 - 23 %        |
| 2018  | Sénat     | Manchin 49 - 47 %      |
| 2020  | Président | Trump 73 - 27 %        |

## Liste des représentants du district
| Membre                              | Parti       | Années                               | Congrès     | Histoire électorale |
| ----------------------------------- | ----------- | ------------------------------------ | ----------- | --- |
| District établi le 7 décembre 1863. |             |                                      |             | |
| Kellian Whaley (en)                 | Union (en)  | 7 décembre 1863 - 3 mars 1867        | 38e , 39e   | Élu en 1863. Réélu en 1864. Retrait. |
| Daniel Polsley (en)                 | Républicain | 4 mars 1867 - 3 mars 1869            | 40e         | Élu en 1866. Retrait. |
| John Witcher (en)                   | Républicain | 4 mars 1869 - 3 mars 1871            | 41e         | Élu en 1868. Perd sa réélection. |
| Frank Hereford (en)                 | Démocrate   | 4 mars 1871 - 31 janvier 1877        | 42e - 44e   | Élu en 1870. Réélu en 1872. Réélu en 1874. Retrait pour se présenter comme sénateur des États-Unis et démissionne après son élection.                                                                                         |
| Vacant                              | Vacant      | 31 janvier 1877 - 3 mars 1877        | 44e         | |
| John E. Kenna (en)                  | Démocrate   | 4 mars 1877 - 3 mars 1883            | 45e - 47e   | Élu en 1876. Réélu en 1878. Réélu en 1880. Réélu en 1882, mais démissionne après son élection comme sénateur des États-Unis.                                                                                                  |
| Vacant                              | Vacant      | 4 mars 1883 - 15 mai 1883            | 48e         | |
| Charles P. Snyder (en)              | Démocrate   | 15 mai 1883 - 3 mars 1889            | 48e - 50e   | Élu pour terminer le mandat de Kenna. Réélu en 1884. Réélu en 1886. Retrait. |
| John D. Alderson (en)               | Démocrate   | 4 mars 1889 - 3 mars 1895            | 51e - 53e   | Élu en 1888. Réélu en 1890. Réélu en 1892. Perd sa réélection. |
| James Hall Huling (en)              | Républicain | 4 mars 1895 - 3 mars 1897            | 54e         | Élu en 1894. Retrait. |
| Charles Dorr (en)                   | Républicain | 4 mars 1897 - 3 mars 1899            | 55e         | Élu en 1896. Retrait. |
| David Emmons Johnston (en)          | Démocrate   | 4 mars 1899 - 3 mars 1901            | 56e         | Élu en 1898. Perd sa réélection. |
| Joseph H. Gaines (en)               | Républicain | 4 mars 1901 - 3 mars 1911            | 57e - 61e   | Élu en 1900. Réélu en 1902. Réélu en 1904. Réélu en 1906. Réélu en 1908. Perd sa réélection. |
| Adam Brown Littlepage (en)          | Démocrate   | 4 mars 1911 - 3 mars 1913            | 62e         | Élu en 1910. Perd sa réélection. |
| Samuel B. Davis (en)                | Républicain | 4 mars 1913 - 3 mars 1915            | 63e         | Élu en 1912. Perd sa réélection. |
| Adam Brown Littlepage (en)          | Démocrate   | 4 mars 1915 - 3 mars 1917            | 64e         | Élu en 1914. Redécoupage vers le 6e district. |
| Stuart F. Reed (en)                 | Républicain | 4 mars 1917 - 3 mars 1925            | 65e - 68e   | Élu en 1916. Réélu en 1918. Réélu en 1920. Réélu en 1922. Retrait. |
| John M. Wolverton (en)              | Républicain | 4 mars 1925 - 3 mars 1927            | 69e         | Élu en 1924. Perd sa réélection. |
| William S. O'Brien (en)             | Démocrate   | 4 mars 1927 - 3 mars 1929            | 70e         | Élu en 1926. Perd sa réélection. |
| John M. Wolverton (en)              | Républicain | 4 mars 1929 - 3 mars 1931            | 71e         | Élu en 1928. Perd sa réélection. |
| Lynn Hornor (en)                    | Démocrate   | 4 mars 1931 - 23 septembre 1933      | 72e , 73e   | Élu en 1930. Réélu en 1932. Décès. |
| Vacant                              | Vacant      | 23 septembre 1933 - 28 novembre 1933 | 73e         | |
| Andrew Edmiston Jr. (en)            | Démocrate   | 28 novembre 1933 - 3 janvier 1943    | 73e - 77e   | Élu pour terminer le mandat de Hornor. Réélu en 1934. Réélu en 1936. Réélu en 1938. Réélu en 1940. Perd sa réélection. |
| Edward G. Rohrbough (en)            | Républicain | 3 janvier 1943 - 3 janvier 1945      | 78e         | Élu en 1942. Perd sa réélection. |
| Cleveland M. Bailey (en)            | Démocrate   | 3 janvier 1945 - 3 janvier 1947      | 79e         | Élu en 1944. Perd sa réélection. |
| Edward G. Rohrbough (en)            | Républicain | 3 janvier 1947 - 3 janvier 1949      | 80e         | Élu en 1946. Perd sa réélection. |
| Cleveland M. Bailey (en)            | Démocrate   | 3 janvier 1949 - 3 janvier 1963      | 81e- 87e    | Élu en 1948. Réélu en 1950. Réélu en 1952. Réélu en 1954. Réélu en 1956. Réélu en 1958. Réélu en 1960. Redécoupage vers le 1er district et perd sa réélection.                                                                |
| John M. Slack Jr. (en)              | Démocrate   | 3 janvier 1963 - 17 mars 1980        | 88e - 96e   | Redécoupage depuis le 6e district et réélu en 1962. Réélu en 1964. Réélu en 1966. Réélu en 1968. Réélu en 1970. Réélu en 1972. Réélu en 1974. Réélu en 1976. Réélu en 1978. Décès.                                            |
| Vacant                              | Vacant      | 17 mars 1980 - 30 juin 1980          | 96e         | |
| John G. Hutchinson (en)             | Démocrate   | 30 juin 1980 - 3 janvier 1981        | 96e         | Élu pour terminer le mandat de Slack. Perd sa réélection. |
| Mick Staton (en)                    | Républicain | 3 janvier 1981 - 3 janvier 1983      | 97e         | Élu en 1980. Perd sa réélection. |
| Bob Wise                            | Démocrate   | 3 janvier 1983 - 3 janvier 1993      | 98e - 102e  | Élu en 1982. Réélu en 1984. Réélu en 1986. Réélu en 1988. Réélu en 1990. Redécoupage vers le 2e district. |
| Nick Rahall                         | Démocrate   | 3 janvier 1993 - 3 janvier 2015      | 103e - 113e | Redécoupage depuis le 4e district et réélu en 1992. Réélu en 1994. Réélu en 1996. Réélu en 1998. Réélu en 2000. Réélu en 2002. Réélu en 2004. Réélu en 2006. Réélu en 2008. Réélu en 2010. Réélu en 2012. Perd sa réélection. |
| Evan Jenkins                        | Républicain | 3 janvier 2015 - 30 septembre 2018   | 114e , 115e | Élu en 2014. Réélu en 2016. Démissionne pour devenir juge à la cour d'appel de la Virginie-Occidentale. |
| Vacant                              | Vacant      | 30 septembre 2018 - 3 janvier 2019   | 115e        | |
| Carol Miller                        | Républicain | 3 janvier 2019 - 3 janvier 2023      | 116e , 117e | Élue en 2018. Réélue en 2020. Redécoupage vers le 1er district. |
| District supprimé le 3 janvier 2023 |             |                                      |             | |

## Résultats des récentes élections
Voici les résultats des dix précédents cycles électoraux dans le district.

## Frontières historiques du district

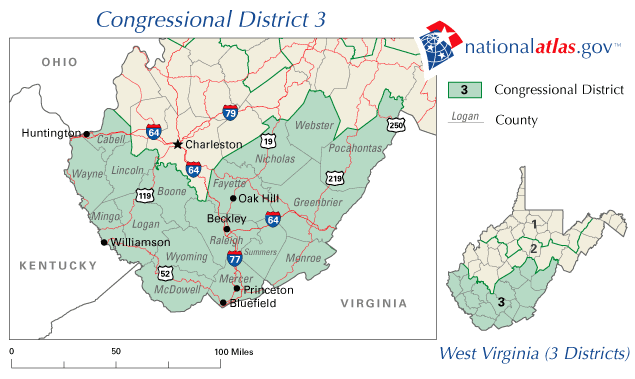
2003 - 2013

### 2002
| Élection de 2002 du 3e district congressionnel de Virginie-Occidentale | Élection de 2002 du 3e district congressionnel de Virginie-Occidentale | Élection de 2002 du 3e district congressionnel de Virginie-Occidentale | Élection de 2002 du 3e district congressionnel de Virginie-Occidentale | Élection de 2002 du 3e district congressionnel de Virginie-Occidentale |
| ---------------------------------------------------------------------- | ---------------------------------------------------------------------- | ---------------------------------------------------------------------- | ---------------------------------------------------------------------- | ---------------------------------------------------------------------- |
| Parti                                                                  | Parti                                                                  | Candidat                                                               | Votes                                                                  | %                                                                      |
|                                                                        | Démocrate                                                              | Nick Rahall (sortant)                                                  | 87 783                                                                 | 70,2                                                                   |
|                                                                        | Républicain                                                            | Paul Chapman                                                           | 37 229                                                                 | 29,8                                                                   |
| Total des votes                                                        | Total des votes                                                        | Total des votes                                                        | 125 012                                                                | 100 %                                                                  |
|                                                                        | Les Démocrates conservent                                              |                                                                        |                                                                        |                                                                        |

### 2004
| Élection de 2004 du 3e district congressionnel de Virginie-Occidentale | Élection de 2004 du 3e district congressionnel de Virginie-Occidentale | Élection de 2004 du 3e district congressionnel de Virginie-Occidentale | Élection de 2004 du 3e district congressionnel de Virginie-Occidentale | Élection de 2004 du 3e district congressionnel de Virginie-Occidentale |
| ---------------------------------------------------------------------- | ---------------------------------------------------------------------- | ---------------------------------------------------------------------- | ---------------------------------------------------------------------- | ---------------------------------------------------------------------- |
| Parti                                                                  | Parti                                                                  | Candidat                                                               | Votes                                                                  | %                                                                      |
|                                                                        | Démocrate                                                              | Nick Rahall (sortant)                                                  | 142 682                                                                | 65,2                                                                   |
|                                                                        | Républicain                                                            | Rick Snuffer                                                           | 76 170                                                                 | 34,8                                                                   |
| Total des votes                                                        | Total des votes                                                        | Total des votes                                                        | 218 852                                                                | 100 %                                                                  |
|                                                                        | Les Démocrates conservent                                              |                                                                        |                                                                        |                                                                        |

### 2006
| Élection de 2006 du 3e district congressionnel de Virginie-Occidentale | Élection de 2006 du 3e district congressionnel de Virginie-Occidentale | Élection de 2006 du 3e district congressionnel de Virginie-Occidentale | Élection de 2006 du 3e district congressionnel de Virginie-Occidentale | Élection de 2006 du 3e district congressionnel de Virginie-Occidentale |
| ---------------------------------------------------------------------- | ---------------------------------------------------------------------- | ---------------------------------------------------------------------- | ---------------------------------------------------------------------- | ---------------------------------------------------------------------- |
| Parti                                                                  | Parti                                                                  | Candidat                                                               | Votes                                                                  | %                                                                      |
|                                                                        | Démocrate                                                              | Nick Rahall (sortant)                                                  | 92 413                                                                 | 69,4                                                                   |
|                                                                        | Républicain                                                            | Kim Wolfe                                                              | 40 820                                                                 | 30,6                                                                   |
| Total des votes                                                        | Total des votes                                                        | Total des votes                                                        | 133 233                                                                | 100 %                                                                  |
|                                                                        | Les Démocrates conservent                                              |                                                                        |                                                                        |                                                                        |

### 2008
| Élection de 2008 du 3e district congressionnel de Virginie-Occidentale | Élection de 2008 du 3e district congressionnel de Virginie-Occidentale | Élection de 2008 du 3e district congressionnel de Virginie-Occidentale | Élection de 2008 du 3e district congressionnel de Virginie-Occidentale | Élection de 2008 du 3e district congressionnel de Virginie-Occidentale |
| ---------------------------------------------------------------------- | ---------------------------------------------------------------------- | ---------------------------------------------------------------------- | ---------------------------------------------------------------------- | ---------------------------------------------------------------------- |
| Parti                                                                  | Parti                                                                  | Candidat                                                               | Votes                                                                  | %                                                                      |
|                                                                        | Démocrate                                                              | Nick Rahall (sortant)                                                  | 133 522                                                                | 66,9                                                                   |
|                                                                        | Républicain                                                            | Marty Gearheart                                                        | 66 005                                                                 | 33,1                                                                   |
| Total des votes                                                        | Total des votes                                                        | Total des votes                                                        | 199 527                                                                | 100 %                                                                  |
|                                                                        | Les Démocrates conservent                                              |                                                                        |                                                                        |                                                                        |

### 2010
| Élection de 2010 du 3e district congressionnel de Virginie-Occidentale | Élection de 2010 du 3e district congressionnel de Virginie-Occidentale | Élection de 2010 du 3e district congressionnel de Virginie-Occidentale | Élection de 2010 du 3e district congressionnel de Virginie-Occidentale | Élection de 2010 du 3e district congressionnel de Virginie-Occidentale |
| ---------------------------------------------------------------------- | ---------------------------------------------------------------------- | ---------------------------------------------------------------------- | ---------------------------------------------------------------------- | ---------------------------------------------------------------------- |
| Parti                                                                  | Parti                                                                  | Candidat                                                               | Votes                                                                  | %                                                                      |
|                                                                        | Démocrate                                                              | Nick Rahall (sortant)                                                  | 83 636                                                                 | 56,0                                                                   |
|                                                                        | Républicain                                                            | Elliott Maynard                                                        | 65 611                                                                 | 44,0                                                                   |
| Total des votes                                                        | Total des votes                                                        | Total des votes                                                        | 149 247                                                                | 100 %                                                                  |
|                                                                        | Les Démocrates conservent                                              |                                                                        |                                                                        |                                                                        |

### 2012
| Élection de 2012 du 3e district congressionnel de Virginie-Occidentale | Élection de 2012 du 3e district congressionnel de Virginie-Occidentale | Élection de 2012 du 3e district congressionnel de Virginie-Occidentale | Élection de 2012 du 3e district congressionnel de Virginie-Occidentale | Élection de 2012 du 3e district congressionnel de Virginie-Occidentale |
| ---------------------------------------------------------------------- | ---------------------------------------------------------------------- | ---------------------------------------------------------------------- | ---------------------------------------------------------------------- | ---------------------------------------------------------------------- |
| Parti                                                                  | Parti                                                                  | Candidat                                                               | Votes                                                                  | %                                                                      |
|                                                                        | Démocrate                                                              | Nick Rahall (sortant)                                                  | 108 199                                                                | 53,9                                                                   |
|                                                                        | Républicain                                                            | Rick Snuffer                                                           | 92 238                                                                 | 46,1                                                                   |
| Total des votes                                                        | Total des votes                                                        | Total des votes                                                        | 200 437                                                                | 100 %                                                                  |
|                                                                        | Les Démocrates conservent                                              |                                                                        |                                                                        |                                                                        |

### 2014
| Élection de 2014 du 3e district congressionnel de Virginie-Occidentale | Élection de 2014 du 3e district congressionnel de Virginie-Occidentale | Élection de 2014 du 3e district congressionnel de Virginie-Occidentale | Élection de 2014 du 3e district congressionnel de Virginie-Occidentale | Élection de 2014 du 3e district congressionnel de Virginie-Occidentale |
| ---------------------------------------------------------------------- | ---------------------------------------------------------------------- | ---------------------------------------------------------------------- | ---------------------------------------------------------------------- | ---------------------------------------------------------------------- |
| Parti                                                                  | Parti                                                                  | Candidat                                                               | Votes                                                                  | %                                                                      |
|                                                                        | Républicain                                                            | Evan Jenkins                                                           | 77 713                                                                 | 55,3                                                                   |
|                                                                        | Démocrate                                                              | Nick Rahall (sortant)                                                  | 62 688                                                                 | 44,7                                                                   |
| Total des votes                                                        | Total des votes                                                        | Total des votes                                                        | 140 401                                                                | 100 %                                                                  |
|                                                                        | Les Républicains prennent aux Démocrates                               |                                                                        |                                                                        |                                                                        |

### 2016
| Élection de 2016 du 3e district congressionnel de Virginie-Occidentale | Élection de 2016 du 3e district congressionnel de Virginie-Occidentale | Élection de 2016 du 3e district congressionnel de Virginie-Occidentale | Élection de 2016 du 3e district congressionnel de Virginie-Occidentale | Élection de 2016 du 3e district congressionnel de Virginie-Occidentale |
| ---------------------------------------------------------------------- | ---------------------------------------------------------------------- | ---------------------------------------------------------------------- | ---------------------------------------------------------------------- | ---------------------------------------------------------------------- |
| Parti                                                                  | Parti                                                                  | Candidat                                                               | Votes                                                                  | %                                                                      |
|                                                                        | Républicain                                                            | Evan Jenkins (sortant)                                                 | 140 741                                                                | 67,9                                                                   |
|                                                                        | Démocrate                                                              | Matt Detch                                                             | 49 708                                                                 | 24,0                                                                   |
|                                                                        | Libertarien                                                            | Zane Lawhorn                                                           | 16 883                                                                 | 8,1                                                                    |
| Total des votes                                                        | Total des votes                                                        | Total des votes                                                        | 207 332                                                                | 100 %                                                                  |
|                                                                        | Les Républicains conservent                                            |                                                                        |                                                                        |                                                                        |

### 2018
| Élection de 2018 du 3e district congressionnel de Virginie-Occidentale | Élection de 2018 du 3e district congressionnel de Virginie-Occidentale | Élection de 2018 du 3e district congressionnel de Virginie-Occidentale | Élection de 2018 du 3e district congressionnel de Virginie-Occidentale | Élection de 2018 du 3e district congressionnel de Virginie-Occidentale |
| ---------------------------------------------------------------------- | ---------------------------------------------------------------------- | ---------------------------------------------------------------------- | ---------------------------------------------------------------------- | ---------------------------------------------------------------------- |
| Parti                                                                  | Parti                                                                  | Candidat                                                               | Votes                                                                  | %                                                                      |
|                                                                        | Républicain                                                            | Carol Miller                                                           | 98 645                                                                 | 56,4                                                                   |
|                                                                        | Démocrate                                                              | Richard Ojeda                                                          | 76 340                                                                 | 43,6                                                                   |
| Total des votes                                                        | Total des votes                                                        | Total des votes                                                        | 174 985                                                                | 100 %                                                                  |
|                                                                        | Les Républicains conservent                                            |                                                                        |                                                                        |                                                                        |

### 2020
| Élection de 2020 du 3e district congressionnel de Virginie-Occidentale | Élection de 2020 du 3e district congressionnel de Virginie-Occidentale | Élection de 2020 du 3e district congressionnel de Virginie-Occidentale | Élection de 2020 du 3e district congressionnel de Virginie-Occidentale | Élection de 2020 du 3e district congressionnel de Virginie-Occidentale |
| ---------------------------------------------------------------------- | ---------------------------------------------------------------------- | ---------------------------------------------------------------------- | ---------------------------------------------------------------------- | ---------------------------------------------------------------------- |
| Parti                                                                  | Parti                                                                  | Candidat                                                               | Votes                                                                  | %                                                                      |
|                                                                        | Républicain                                                            | Carol Miller (sortante)                                                | 161 585                                                                | 71,3                                                                   |
|                                                                        | Démocrate                                                              | Hilary Turner                                                          | 64 927                                                                 | 28,7                                                                   |
| Total des votes                                                        | Total des votes                                                        | Total des votes                                                        | 226 512                                                                | 100 %                                                                  |
|                                                                        | Les Républicains conservent                                            |                                                                        |                                                                        |                                                                        |